# Gazer
Gazer est un personnage fictif créé par Marvel Comics. Il est apparu pour la première fois dans X-Men vol.2 #169, en 2005.

## Origines
Gazer était un astronaute travaillant sur une station de la NASA. Grâce à son métabolisme mutant, il pouvait y vivre en permanence. Sa première rencontre avec les X-Men se déroula quand ces derniers utilisèrent la station comme une base pour repousser des organismes extra-terrestres. 
Lors du M-Day, Gazer, perdit ses pouvoirs comme près de 90 % des mutants. Succombant alors rapidement aux radiations, il devint peu à peu fou et sortit dans l'espace en combinaison pour y mourir. Mais il fut sauvé par Apocalypse qui l'obligea à combattre contre un archéologue en Égypte, pour le droit de devenir Guerre, l'un des Quatre Cavaliers de l'Apocalypse. Le serviteur d'En Sabah Nur, Ozymandias, complotant contre son maître, tua l'humain à sa place. Ainsi, Gazer fut soumis à une douloureuse altération génétique et devint Guerre. Feu du Soleil, captif dans la pyramide, tenta de le libérer mais Gazer était déjà conditionné mentalement, et ce dernier empêcha le héros japonais de fuir.
En tant que Guerre, il fut envoyé combattre le Sentinel Squad O*N*E et les X-Men. Il avoua aussi à Apocalypse qu'Ozymandias avait prévu de le trahir. Le serviteur d'Apocalypse se vengea en poignardant par traîtrise le Cavalier.

## Pouvoirs
- Gazer était un mutant à l'apparence reptilienne, capable de se nourrir en absorbant la radioactivité ambiante.
- Altéré génétiquement par Apocalypse, son corps est devenu plus fort et endurant. De plus, il était alors capable d'absorber l'énergie solaire et de la rediriger sous la forme de rafales optiques.
- Au combat, il utilisait une masse électrique, une armure et un destrier robotique volant.